# География Арубы
Аруба — островное государственное образование, расположенное в Карибском море у берегов Венесуэлы.

## Географическое положение
Остров Аруба расположен в южной части Карибского моря. Он входит в состав группы Подветренных островов на крайнем юго-западе архипелага Малые Антильские острова. Полуостров Парагуана на северном побережье Венесуэлы находится в 29 км к югу от острова, а остров Кюрасао — в 80 км на юго-восток.
По данным Большой Российской энциклопедии, протяжённость острова составляет 31 км, ширина — 8 км, площадь — 193 км². В Британнике указана протяжённость 32 км и ширина 10 км в самой широкой точке. По данным справочника ЦРУ площадь островного государства составляет 180 км², что делает его 216-м государством в мире по площади. В справочнике указаны координаты острова 12°30′ с. ш. 69°58′ з. д..

## Рельеф
На ровной и скалистой поверхности острова Аруба выделяется несколько невысоких холмов. Самым большим из них является гора Яманота высотой до 188 метров (189 метров). Кроме того, на острове расположены холмы Ойберг и Арикок, который дал название национальному парку Арубы.

## Водные объекты
Береговая линия острова Аруба включает неглубокие заливы, в целом изрезана слабо, её протяжённость составляет 68,5 км. По берегам острова, преимущественно на юге и на западе, расположено свыше 40 песчаных пляжей, которые привлекают туристов. Наиболее популярные пляжи — Игл-Бич и Палм-Бич. Кроме того, туристической достопримечательностью является лагуна Кура-ди-Тортуга. Северо-восточная береговая линия более изрезана.
Реки на острове отсутствуют. Почвы Аруба пустынны, естественная ирригация полностью или почти полностью отсутствует (питьевую воду в основном получают путём опреснения морской воды). Здесь часто можно встретить диоритовые камни, некоторые из которых достигают гигантских размеров.

## Климат
На острове Аруба субэкваториальный климат с годовым количеством осадков 500—600 мм (430 мм). Среднемесячная температура воздуха составляет 27 °C и лишь немного варьирует в течение года. Жара смягчается северо-восточными пассатами.
Остров находится за пределами территории, подверженной атлантическим ураганам, но некоторые из них крайне редко могут достигать Арубы.

## Флора
В сравнении с соседними островами Кюрасао и Бонайре, флора Арубы заметно беднее. В прошлом остров был покрыт низким колючим ксерофильным лесом, который в XX веке сменила каменистая пустыня и кустарники рода опунция (Opuntia), в основном из-за построенных на острове нефтеперерабатывающих заводов Lago Oil and Transport Company и инфраструктуры для её сотрудников. Растительный мир Арубы представлен кактусами, а также несколькими видами ксерофильных деревьев и кустарников, в частности Acacia tortuosa и Haematoxylum brasiletto. Вдоль долины пересохшей реки растительный мир более разнообразен, в нём также встречается Bontia daphnoides.
Из-за засушливого климата сельское хозяйство острова представлено выращиванием ксерофитных культур и в первую очередь алоэ. По данным 2005 года в сельском хозяйстве было задействовано 10,53 % площади острова. «Искусственную саванну» образуют поля алоэ, окружённые каменными стенами, акациями и агавами и разделённые цезальпинией дубильной (Caesalpinia coriaria).

## Фауна
На острове обитает много птиц. В 1957 году датский орнитолог Карел Вус включал в список 87 видов птиц Арубы, 34 из которых размножаются на острове. Виды, являющиеся эндемиками исключительно острова Аруба отсутствуют, однако на острове встречается два эндемичных подвида: Коричневощёкая аратинга Aratinga pertinax arubensis и кроличий сыч Athene cunicularia arubensis. Самыми распространёнными видами во внутренних районах острова он называл тропического певчего пересмешника (Mimus gilvus) и воробьиную земляную горлицу (Columbina passerina).
В 1892 году немецкий орнитолог Эрнст Хартерт обнаружил на Арубе гнездовые колонии розовой крачки (Sterna dougallii) и бурокрылой крачки (Onychoprion anaethetus), однако в дальнейшем эти виды не гнездились на острове. Единственным видом регулярно гнездящихся на Арубе морских птиц является великолепный фрегат(Fregata magnificens), который постоянно курсирует над столицей страны — Ораньестадом — и собирается в большие колонии на небольших мангровых островках близ городского порта.
Многие данные по фауне Арубы представлены совместно с островами Кюрасао и Бонайре. По данным 1940 года на этих островах обитало не более 12 видов млекопитающих, 3 или 4 из которых были интродуцированы из Южной Америки или сопутствуют человеку. На этих островах известно также 15 видов ящериц, два вида амфибий — Pleurodema brachyops и жаба-ага (Rhinella marina), 34 вида наземных или пресноводных улиток. По мнению Вуса, фауна Арубы отличается от двух других островов тем, что индуцирование видов преимущественно происходило из Южной Америки.